# 2358 Bahner
2358 Bahner eller 1929 RE är en asteroid i huvudbältet, som upptäcktes 2 september 1929 av den tyske astronomen Karl Wilhelm Reinmuth i Heidelberg. Den har fått sitt namn efter den tyske astronomen Klaus Bahner.
Asteroiden har en diameter på ungefär 18 kilometer och den tillhör asteroidgruppen Eos.